# جون شميت (عازف بيانو)
جون شميت هو عازف بيانو بلجيكي، ولد في 5 أكتوبر 1964.